# Onawa
Onawa és una població dels Estats Units a l'estat d'Iowa. Segons el cens del 2000 tenia 3.091 habitants.

## Demografia
Segons el cens del 2000, Onawa tenia 3.091 habitants, 1.329 habitatges, i 796 famílies. La densitat de població era de 243,1 habitants/km².
Dels 1.329 habitatges en un 25,4% hi vivien nens de menys de 18 anys, en un 47,3% hi vivien parelles casades, en un 9,4% dones solteres, i en un 40,1% no eren unitats familiars. En el 35% dels habitatges hi vivien persones soles el 20,2% de les quals corresponia a persones de 65 anys o més que vivien soles. El nombre mitjà de persones vivint en cada habitatge era de 2,25 i el nombre mitjà de persones que vivien en cada família era de 2,89.
Per edats la població es repartia de la següent manera: un 22,8% tenia menys de 18 anys, un 6,1% entre 18 i 24, un 24,4% entre 25 i 44, un 21,2% de 45 a 60 i un 25,4% 65 anys o més.
L'edat mediana era de 42 anys. Per cada 100 dones de 18 o més anys hi havia 83,2 homes.
La renda mediana per habitatge era de 34.796 $ i la renda mediana per família de 41.250 $. Els homes tenien una renda mediana de 27.981 $ mentre que les dones 20.292 $. La renda per capita de la població era de 17.928 $. Entorn del 3,3% de les famílies i el 6,3% de la població estaven per davall del llindar de pobresa.

## Poblacions més properes
El següent diagrama mostra les poblacions més properes.